# Цадок, Хаим Йосеф
Хаим Йосеф Цадок (ивр. חיים יוסף צדוק‎, фамилия при рождении — Вилькенфельд; 2 октября 1913, Рава-Русская, Австро-Венгрия — 15 августа 2002, Германия) — государственный деятель Израиля. Депутат кнессета с 1959 по 1978 год, председатель комиссии по иностранным делам и обороне в 7-м и 8-м созывах кнессета. Министр торговли и промышленности, министр юстиции и министр религий Израиля.

## Биография
Родился в Галиции (в то время в составе Австро-Венгрии) в 1913 году. Получил среднее образование в гимназии, затем изучал философию и иудаику в Варшавском университете. Юношей присоединился к сионистскому движению «Гордония».
В 1935 году Цадок иммигрировал в подмандатную Палестину. Незнание английского языка не позволило ему устроиться на работу почтальоном, и он стал строительным рабочим. После вступления в «Хагану» до 1945 года служил в полиции еврейских поселений. Прошёл обучение в юридической школе в Иерусалиме, открытой мандатными властями, и получил адвокатскую лицензию. Практику проходил у адвоката Дова Йосефа, ставшего министром в первых правительственных кабинетах Израиля, и благодаря этим связям вошёл в израильскую политику. В 1949—1952 годах занимал пост заместителя юридического советника Израиля. В 1952 году открыл частную адвокатскую практику.
В 1959 году Цадок был избран в кнессет 3-го созыва от партии МАПАЙ, оставался членом кнессета до 1978 года, в общей сложности семь созывов (первый и последний — неполные). В кнессете 4-го и 5-го созывов он возглавлял комиссию по делам кнессета, а в 1965 году был назначен в правительстве Леви Эшколя на должность министра торговли и промышленности, который занимал на протяжении полутора лет. В этот период в его адвокатской практике был сделан перерыв.
В кнессете 7-го и 8-го созывов в кабинетах Голды Меир и Ицхака Рабина Цадок возглавлял министерство юстиции. На протяжении двух коротких периодов в 1974 и 1977 году он также занимал пост министра по делам религий. В качестве министра юстиции Цадок способствовал принятию ряда основных законов Израиля (в том числе о государственном хозяйстве и об армии). Он также назначил юридическим советником правительства молодого профессора Аарона Барака — будущего председателя Верховного суда Израиля — и принял его сторону в конфликте с правительством, когда тот дал ход уголовным делам против функционера партии «Авода» Ашера Ядлина и премьер-министра Рабина. В 1976 году был одним из инициаторов увольнения министров от партии МАФДАЛ, воздержавшихся при голосовании по вотуму недоверия правительству; в конечном счёте это привело к роспуску правительства Рабина и досрочным выборам, на которых впервые победила партия «Ликуд». По внешнеполитическим взглядам принадлежал к «голубиному» лагерю в партии МАПАЙ, разделяя взгляды Леви Эшколя и Пинхаса Сапира, рассматривавших контроль над территориями Западного берега Иордана и сектора Газа как тяжёлую обузу для Израиля. Цадок выступал против создания самостоятельных еврейских поселений на этих территориях и в качестве компромисса предлагал использовать для поселенческой деятельности базы ЦАХАЛа.
В начале января 1978 года Цадок подал в отставку с поста члена кнессета, мотивируя это решение тем, что после поражения его партии на выборах 1977 года он не может приносить пользу в качестве депутата от оппозиции. Он вернулся в частную практику, отклонив предложение Йоэля Зусмана, председателя Верховного суда, занять место в этом органе. На предложение выдвинуть свою кандидатуру на пост премьер-министра он также ответил отказом, задав вопрос: «Но кто будет цадоком у Цадока?»,
Общественные должности, занимаемые Хаимом Цадоком, включали в себя посты председателя исполнительного комитета Еврейского университета в Иерусалиме (в 1964—1974 годах), председателя исполнительного комитета Университета имени Бен-Гуриона в Беэр-Шеве и президента Совета по израильской прессе. В период его руководства в Совете по израильской прессе (с 1993 года) были приняты устав этой организации и кодекс профессиональной этики и начал работу суд по вопросам нарушений профессиональной этики. В 1978—1980 годах совмещал адвокатскую практику с преподаванием в Еврейском университете. После ухода из кнессета он активно участвовал в работе внепартийных «голубиных» организаций, в том числе Международного центра за мир на Ближнем Востоке.
Скончался во время отдыха в Германии в августе 2002 года от инфаркта.